# Telefon Tel Aviv
Telefon Tel Aviv è un gruppo di musica elettronica (trasferitosi a Chicago nel 2001) formato da Charles W. Cooper e Joshua Eustis, che diventerà l'unico membro effettivo dopo la morte di Cooper nel 2009.
Conosciuto già in precedenza per lavori che si possono definire idm, viene conosciuto principalmente per il suo terzo album Immolate Yourself, e per vari Remix o collaborazioni con Nine Inch Nails, Apparat e Barbara Morgenstern.

## Storia
Formato nel 1999 da Charles W. Cooper e Joshua Eustis, il gruppo ha pubblicato il primo album, Fahrenheit Fair Enough, nel 2001 attraverso Rave Reviews, ricevendo buoni consensi dalla critica.
Nel 2002 viene rilasciato un EP, Immediate Action#8 EP, per l'etichetta Hefty Records.
Nel 2004, viene rilasciato il loro secondo album, Map of What Is Effortless, con la collaborazione di Damon Aaron e Lindsay Anderson, nel ruolo di cantanti.
Nel 2007 viene pubblicata una compilation, Remixes Compiled, contenente i vari Remix rilasciati negli anni.
Il 26 gennaio 2009, viene rilasciato per l'etichetta BPitch Control il terzo album ufficiale, Immolate Yourself, che riceverà voti favorevoli dalla critica, raggiungendo la posizione numero 17 nella classifica "Top Electronic Albums chart".

### Morte di Cooper e collaborazioni soliste

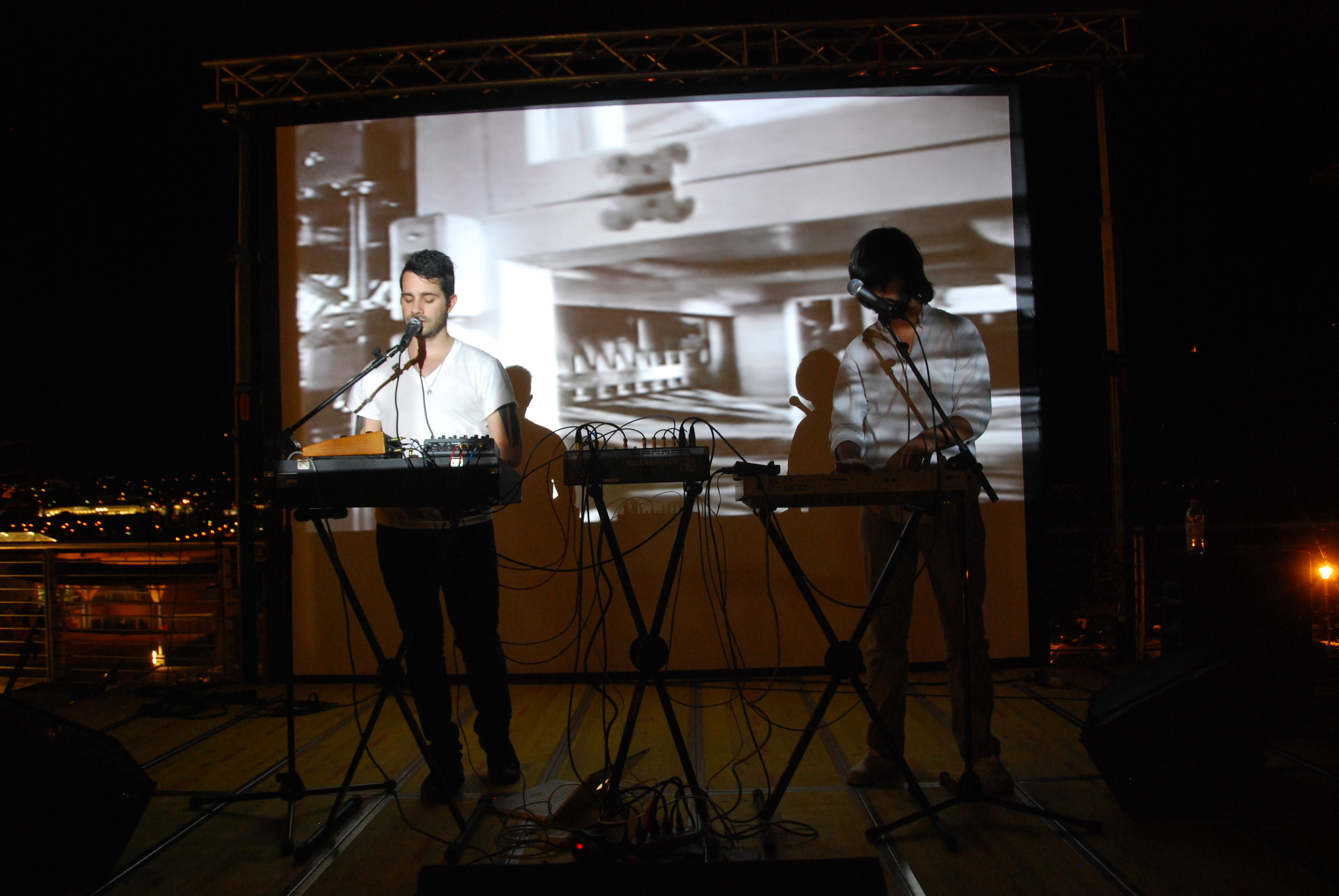
Joshua Eustis e Fredo Nogueira a Trento (giugno 2009)

Il 22 gennaio 2009, Joshua Eustis annuncia su MySpace la morte del compagno Charles W. Cooper avvenuta per cause misteriose. Charles risultò disperso dal 21 gennaio, e il suo corpo venne ritrovato il giorno dopo.
Il 27 di gennaio, Eustis annuncerà l'intenzione di bloccare, sino a data da destinarsi, il progetto Telefon tel Aviv, una volta concluso il tour promozionale di Immolate Yourself.
Il 22 luglio del 2009, Eustis posterà, nella pagina ufficiale MySpace del gruppo, delle precisazioni riguardo alle voci sulla morte di Charles, precisando che dopo i risultati di tre autopsie sono state escluse le ipotesi di suicidio, a favore di una possibile causa di intossicazione da mix di farmaci e alcool.
In sostituzione di Cooper, verrà scelto Fredo Nogueira, amico di lunga data dei Telefon Tel Aviv e coautore di alcuni pezzi, che accompagnerà Erustis sino alla conclusione del Tour.

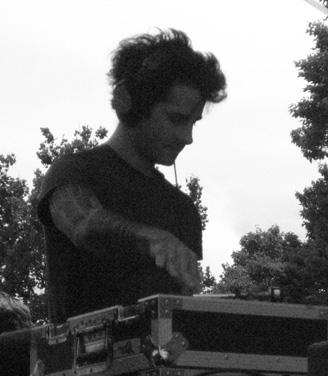
Joshua Eustis, in esibizione al Chicago's Wicker Park Arts.

Dal 2011 in poi, Eustis si dedica alla vari progetti solisti e collaborazioni. Nel marzo 2012, menziona nel suo account Twitter lo sviluppo di nuovo materiale per i Telefon Tel Aviv che verrà rilasciato in futuro, mentre nel frattempo si dedicherà a varie collaborazioni, tra cui quella con i Nine Inch Nails stimata per il 2013 e 2014, ma in seguito conclusasi il 5 dicembre 2013, con un annuncio ufficiale di Trent Reznor, che citerà solo Alessandro Cortini, Ilan Rubin, Robin Finck, e se stesso come unici e effettivi membri della banda.
In seguito lo stesso Eustis confermerà la notizia sul sito ufficiale dei Telefon Tel Aviv.

### Sons Of Magdalene e futuro ritorno
Nel 9 dicembre 2013, Josh Eustis pubblica, sul sito ufficiale dei Telefon Tel Aviv, di aver quasi concluso il futuro album di debutto del progetto solista, che prenderà il nome Sons Of Magdalene, già utilizzato in precedenza per un EP del 2008, Ephemera. L'album, denominato Move to Pain, verrà pubblicato il 24 giugno 2014, seguito da un tour promozionale. In seguito nel 2015 verrà rilasciato anche un secondo EP, Ecumenicals.
Con l'annuncio di Move to Pain, viene confermata anche una notizia sul continuo del progetto Telefon Tel Aviv, una volta concluso lo sviluppo dell'album.

## Discografia

### Album
- Fahrenheit Fair Enough (2001)
- Map of What Is Effortless (2004)
- Immolate Yourself (2009)
- Dreams Are Not Enough (2019)

### EP
- Immediate Action#8 (2002)
- My Week Beats Your Year (2004)

### Sons Of Magdalene
- Ephemera EP (2008)
- Move To Pain (2014)
- Ecumenicals EP (2015)

### Remix e Collaborazioni
- John Hughes - "Got Me Lost / Driving In LA" (Immediate Action#6) (2000)
- Nine Inch Nails – "Where Is Everybody?" (Things Falling Apart) (2000)
- Phil Ranelin - "Time Is Running Out" (Remixes) (2001)
- Midwest Product - "A Genuine Display" (Idol Tryouts : Ghostly International Vol. 1) (2003)
- Slicker - "Knock Me Down Girl" (Knock Me Down Girl) (2004)
- Marc Hellner - Asleep On The Wing (Asleep On The Wing) (2005)
- Apparat - Komponent (Silizium EP) (2005)
- Oliver Nelson – "Stolen Moments" (Impulsive! Revolutionary Jazz Reworked) (2005)
- Bebel Gilberto – "All Around" (Bebel Gilberto Remixed) (2005)
- AmmonContact - "BBQ Plate"" (Microsolutions To Megaproblems) (2005)
- Nitrada - "Fading Away" (Four Remixes) (2005)
- Dao Lang - "艾里甫與賽乃姆" (Dancing With Dao Lang (與刀郎共舞)) (2007)
- Remixes Compiled (2007)
- Apparat - "Arcadia" (Arcadia Rmxs) (2008)
- Genghis Tron – "Relief" (Board Up The House Remixes Volume 4) (2008)
- Art Of Trance – "Swarm" (Swarm) (2009)
- SONOIO – "Can You Hear Me?" (NON SONOIO - Red Remixes) (2011)
- Dillon and Telefon Tel Aviv - Feel the Fall (Where the Wind Blows) (2013)
- Lusine - Arterial (Arterial Reworks)[9] (2015)